# Landtagswahlkreis Potsdam-Mittelmark IV
Der Wahlkreis Potsdam-Mittelmark IV (Wahlkreis 20) ist ein Landtagswahlkreis in Brandenburg. Er umfasst die Stadt Teltow und die Gemeinden Kleinmachnow, Nuthetal und Stahnsdorf aus dem Landkreis Potsdam-Mittelmark. Wahlberechtigt waren bei der letzten Landtagswahl 56.794 Einwohner.

## Landtagswahl 2024
Bei der Landtagswahl 2024 wurde Sebastian Rüter im Wahlkreis direkt gewählt. Die weiteren Ergebnisse:
| Gegenstand der Nachweisung | Gegenstand der Nachweisung | Erst- stimmen | Erst- stimmen | Zweit- stimmen | Zweit- stimmen |
| Bewerber                   | Partei                     | Anzahl        | %             | Anzahl         | %              |
| -------------------------- | -------------------------- | ------------- | ------------- | -------------- | -------------- |
| Wahlberechtigte            | Wahlberechtigte            | 58.235        | 58.235        | 58.235         | 58.235         |
| Wählende                   | Wählende                   | 46.204        | 79,3 %        | 46.204         | 79,3 %         |
| Ungültige Stimmen          | Ungültige Stimmen          | 467           | 1,0 %         | 264            | 0,6 %          |
| Gültige Stimmen            | Gültige Stimmen            | 45.737        | 99,0 %        | 45.940         | 99,4 %         |
| davon                      |                            |               |               |                |                |
| Sebastian Rüter            | SPD                        | 18.295        | 40,0 %        | 17.168         | 37,4 %         |
| Philip Zeschmann           | AfD                        | 8.390         | 18,3 %        | 7.601          | 16,5 %         |
| Mirna Richel               | CDU                        | 8.881         | 19,4 %        | 8.036          | 17,5 %         |
| Frederik Hahn              | GRÜNE                      | 3.637         | 8,0 %         | 4.377          | 9,5 %          |
| Christoph Jantc            | Die Linke                  | 1.580         | 3,5 %         | 1.161          | 2,5 %          |
| Bernd Albers               | BVB/FW                     | 2.743         | 6,0 %         | 916            | 2,0 %          |
| –                          | FDP                        | 1.332         | 2,9 %         | 900            | 2,0 %          |
| –                          | Tierschutzpartei           | -             | -             | 856            | 1,9 %          |
| Richard Borrmann           | Plus (Piraten, ÖDP, Volt)  | 879           | 1,9 %         | 497            | 1,1 %          |
| –                          | BSW                        | -             | -             | 4.207          | 9,2 %          |
| –                          | III. Weg                   | -             | -             | 13             | 0,0 %          |
| –                          | DKP                        | -             | -             | 15             | 0,0 %          |
| –                          | DLW                        | -             | -             | 83             | 0,2 %          |
| –                          | WU                         | -             | -             | 110            | 0,2 %          |

## Landtagswahl 2019
Bei der Landtagswahl 2019 wurde Sebastian Rüter im Wahlkreis direkt gewählt. Die weiteren Ergebnisse:
| Direktkandidat    | Partei           | Erststimmen in % | Zweitstimmen in % |
| ----------------- | ---------------- | ---------------- | ----------------- |
| Sebastian Rüter   | SPD              | 26,8             | 26,6              |
| Dietrich Rudorff  | CDU              | 17,3             | 16,5              |
| Marlen Block      | Die Linke        | 7,9              | 7,0               |
| Hans-Stefan Edler | AfD              | 12,9             | 13,6              |
| Alexandra Pichl   | GRÜNE            | 20,5             | 20,8              |
| Andreas Wolf      | BVB/FW           | 6,6              | 4,3               |
| –                 | PIRATEN          | –                | 0,7               |
| Hans-Peter Goetz  | FDP              | 7,9              | 7,6               |
| –                 | ÖDP              | –                | 0,6               |
| –                 | Tierschutzpartei | –                | 2,1               |
| –                 | V-Partei³        | –                | 0,2               |

## Landtagswahl 2014
Bei der Landtagswahl 2014 wurde Sören Kosanke im Wahlkreis direkt gewählt.
Die weiteren Wahlkreisergebnisse:
| Direktkandidat      | Partei    | Erststimmen in % | Zweitstimmen in % |
| ------------------- | --------- | ---------------- | ----------------- |
| Sören Kosanke       | SPD       | 27,3             | 26,9              |
| Konstantin Gräfe    | Die Linke | 12,8             | 12,8              |
| Daniel Mühlner      | CDU       | 27,2             | 25,6              |
| Thomas Michel       | GRÜNE     | 12,3             | 13,8              |
| Hans-Peter Goetz    | FDP       | 3,6              | 2,8               |
|                     | NPD       |                  | 1,0               |
| Antje Aurich-Haider | BVB/FW    | 5,1              | 3,8               |
|                     | REP       |                  | 0,2               |
|                     | DKP       |                  | 0,1               |
| Klaus Morian        | AfD       | 9,9              | 11,1              |
| Jeannette Paech     | PIRATEN   | 1,8              | 1,9               |

## Landtagswahl 2009
Bei der Landtagswahl 2009 wurde Sören Kosanke im Wahlkreis direkt gewählt.
Die weiteren Wahlkreisergebnisse:
| Direktkandidat       | Partei              | Erststimmen in % | Zweitstimmen in % |
| -------------------- | ------------------- | ---------------- | ----------------- |
| Sören Kosanke        | SPD                 | 30,9             | 34,9              |
| Klaus-Jürgen Warnick | Die Linke           | 22,4             | 18,2              |
| Gerhard Enser        | CDU                 | 24,5             | 21,9              |
| -                    | DVU                 | -                | 00,6              |
| Thomas Michel        | GRÜNE               | 10,9             | 10,8              |
| Hans-Peter Goetz     | FDP                 | 09,7             | 09,9              |
| -                    | 50 Plus             | -                | 00,4              |
| -                    | DKP                 | -                | 00,1              |
| -                    | REP                 | -                | 00,1              |
| -                    | Die-Volksinitiative | -                | 00,5              |
| -                    | NPD                 | -                | 01,2              |
| -                    | RRP                 | -                | 00,5              |
| Thomas Gerald Müller | Freie Wähler        | 01,6             | 01,0              |

## Landtagswahl 2004
Die Landtagswahl 2004 hatte folgendes Ergebnis:
| Direktkandidat       | Partei          | Erststimmen in % | Zweitstimmen in % |
| -------------------- | --------------- | ---------------- | ----------------- |
| Jens Klocksin        | SPD             | 31,3             | 34,9              |
| Jörg Schönbohm       | CDU             | 29,8             | 24,4              |
| Klaus-Jürgen Warnick | PDS             | 22,7             | 19,1              |
| –                    | DVU             | –                | 03,0              |
| Cornelia Behm        | GRÜNE           | 08,4             | 08,5              |
| Hans-Peter Goetz     | FDP             | 04,9             | 04,7              |
| Willy Ullmann        | AfW             | 02,9             | 00,5              |
| –                    | AUB-Brandenburg | –                | 00,2              |
| –                    | DKP             | –                | 00,1              |
| –                    | GRAUE           | –                | 00,9              |
| –                    | FAMILIE         | –                | 02,5              |
| –                    | 50 Plus         | –                | 00,8              |
| –                    | JA              | –                | 00,2              |
| –                    | Offensive D     | –                | 00,1              |
| –                    | BRB             | –                | 00,2              |